# Provincia Socialista Autonoma del Kosovo
La Provincia Socialista Autonoma del Kosovo (in serbo-croato Socijalistička Autonomna Pokrajina Kosovo; in albanese Krahina Socialiste Autonome e Kosovës), conosciuta anche come SAP Kosovo (cirillico: САП Косово), era una delle aree autonome socialiste della Repubblica Socialista di Serbia dal 1974 al 1990. La provincia, abitata nella stragrande maggioranza da popolazione di lingua albanese con una minoranza serba era costituita dai territori del Kosovo e della Metochia. Il capoluogo era Pristina.
La Provincia Autonoma di Kosovo e Metochia era stata una Provincia Autonoma della Repubblica Popolare di Serbia in seno alla Repubblica Federativa Popolare di Jugoslavia dal 1946, ma venne ufficialmente istituita dalla costituzione nel 1963 per poi accrescere negli anni settanta la sua autonomia e nel 1974 diventare una delle unità federali della Repubblica Socialista Federale di Jugoslavia prendendo la denominazione di Provincia Socialista Autonoma del Kosovo aggiungendo il termine socialista e abolendo il termine Metochia in quanto non usato dagli albanesi del Kosovo.
Nel 1990 quando il XIV Congresso decise la dissoluzione della Lega dei Comunisti di Jugoslavia la regione riprese la denominazione di Provincia Autonoma di Kosovo e Metochia.

## Storia
Creata il 3 settembre 1945 come Regione Autonoma di Kosovo e Metochia (in serbo Аутономна Косовско-Метохијска Област?, Autonomna Kosovsko-Metohijska Oblast) e rinominata nel 1963 in Provincia Autonoma di Kosovo e Metochia (in serbo Аутономна Покрајина Косово и Метохија?, Autonomna Pokrajina Kosovo i Metohija; in albanese Krahina Autonome e Kosovës dhe Metohisë), la Provincia Socialista Autonoma del Kosovo (in serbo Социјалистичка Аутономна Покрајина Косово?, Socijalistička Autonomna Pokrajina Kosovo; in albanese Krahina Socialiste Autonome e Kosovës) assunse tale nome nel 1968.

### Il Kosovo sotto il regime di Tito
L'autonomia del Kosovo fu rafforzata nel 1968 in seguito agli importanti sviluppi politici in Jugoslavia. Dopo l'allontanamento del nazionalista Aleksandar Ranković nel 1966, il governo federale continuò l'agenda di riforme a favore della decentralizzazione del potere, appoggiate dalla Repubblica Socialista di Slovenia e di Croazia, che diedero una maggiore autonomia al Kosovo e alla Voivodina e portarono al riconoscimento dei Bosgnacchi musulmani come nazionalità. Come risultato di queste riforme, vi fu una massiccia revisione della nomenklatura e della polizia kosovare che divennero a maggioranza albanese attraverso il licenziamento su larga scala dei funzionari serbi. Successivamente, furono fatte ulteriori concessioni agli Albanesi etnici del Kosovo a seguito del loro malcontento, inclusa la creazione dell'Università di Pristina come istituto di lingua albanese indipendente dall'università di Belgrado. Questi cambiamenti generarono una diffusa paura tra i Serbi che avvertivano il rischio di diventare cittadini di seconda classe in Jugoslavia.

### Costituzione jugoslava del 1974
Il Kosovo vide confermato ufficialmente il proprio status di Provincia Socialista Autonoma all'interno della Serbia grazie alla nuova costituzione jugoslava del 1974, permettendo alla provincia di avere non solo una propria amministrazione e assemblea ma anche una sostanziale autonomia costituzionale, legislativa e giudiziaria. Inoltre, la costituzione federale garantì la rappresentanza equa tra le province autonome e la Serbia.
Ai sensi delle costituzioni della RSF Jugoslava e della RS Serba, la PSA Kosovara ottenne anche una propria costituzione. Il Kosovo fu rappresentato negli organi più importanti a livello federale, in particolare la Presidenza e il Consiglio esecutivo federale, e ottenne un seggio nel Presidium federale della Jugoslavia.
Il 16 gennaio 1975, la Presidenza serba chiese una revisione del testo federale e, due anni dopo, un gruppo di giuristi serbi pubblicò un documento riservato, reso noto soltanto nel 1990, in un "libro blu". Nel documento furono descritti i possibili problemi politici ed economici che avrebbe potuto avere la Serbia in futuro grazie alle nuove relazioni con le sue province autonome, ma il "libro blu" causò dissensi all'interno della leadership statale serba e Tito fu coinvolto nella risoluzione della questione.

### Proteste e dissensi

Bandiera della maggioranza albanese nel Kosovo

La leadership locale a maggioranza albanese chiedeva il riconoscimento del Kosovo come una repubblica parallela alla Serbia all'interno della Federazione, e dopo la morte di Josip Broz Tito nel 1980 le richieste furono rinnovate. Nel marzo del 1981, gli studenti albanesi dell'Università di Pristina iniziarono a protestare contro le autorità kosovare a causa della disoccupazione, delle pessime condizioni di vita, degli scarsi finanziamenti per l'università e dell'incapacità del governo federale di riconoscere il boom demografico nell'educazione superiore in Kosovo. Inizialmente, anche gli studenti serbi si unirono alla protesta. La Lega dei Comunisti del Kosovo cercò di negoziare con i manifestanti, ma le proteste si diffusero anche in altre città come Podujevo, Gjilan, Vučitrn e Lipljan. Le manifestazioni assunsero un carattere di massa e le richieste divennero sempre più esigenti, chiedendo la creazione di una Repubblica Socialista Kosovara all'interno della Jugoslavia. Il 6 aprile, il governo kosovaro dichiarò lo stato di emergenza e la polizia federale intervenne reprimendo brutalmente le sommosse.
Nello stesso anno, Hydajet Hyseni, Mehmet Hajrizi e Nezir Myrtaj fondarono il "Movimento Popolare per la Repubblica del Kosovo" (in albanese Lëvizja Popullore për Republikën e Kosovës), un gruppo nazionalista albanese che ebbe un ruolo importante nella successiva formazione dell'Esercito di Liberazione del Kosovo (in albanese Ushtria Çlirimtare e Kosovës). Nel 1982, Xhafer Shatri fondò in Svizzera il "Movimento per una Repubblica Socialista Albanese in Jugoslavia" (in albanese Lëvizja për Republikën Socialiste Shqiptare në Jugosllavi), successivamente giunto in Kosovo tramite Gafurr Elshani e Shaban Shala. Questo movimento auspicava all'elevazione della PSA Kosovara a repubblica costituente ma fu accusato dalle autorità jugoslave di pianificare l'unificazione della regione con l'Albania.
Dopo le proteste del 1981, Mahmut Bakalli fu rimosso dal suo incarico di presidente del Comitato provinciale del Kosovo e sostituito da Veli Deva.
L'emigrazione di non-Albanesi aumentò e le tensioni etniche aumentarono con violenti attacchi interni, in particolar modo mirati agli ufficiali jugoslavi e ai rappresentanti dell'autorità.
Il 17 novembre 1981, la Lega dei Comunisti di Jugoslavia (SKJ) pubblicò un documento, intitolato "Piattaforma politica per l'azione della Lega Jugoslava dei Comunisti nello sviluppo dell'autogestione socialista, fratellanza e unità e spirito di comunità, dove le manifestazioni furono descritte come "azioni aggressive, spietate, brutali e devastanti con lo scopo di formare la Repubblica del Kosovo, che potrebbe separarsi dalla Serbia e dalla Jugoslavia". L'SKJ accusò la leadership kosovara di non aver svolto una campagna effettiva contro il nazionalismo e l'irredentismo albanese, aumentando gli arresti politici tra le comunità albanesi. Nel 1983 i servizi segreti serbi scoprirono e fermarono più di 55 gruppi nazionalisti albanesi attivi in Jugoslavia e all'estero.
Oltre agli Albanesi apertamente anti-jugoslavi, vi erano anche coloro che credevano nella coesistenza pacifica nella federazione e con le autorità centrali nel caso in cui i Kosovari albanesi fossero stati riconosciuti come una nazione e gli fossero stati concessi i diritti di tale status.
Secondo il censimento del 1981, circa 110 000 Serbi avevano lasciato il Kosovo per stabilirsi in altre zone della Jugoslavia e l'emigrazione continuò per tutti gli anni ottanta. Uno studio condotto da Ruža Petrović e Marina Blagojević per conto dell'Accademia serba delle arti e delle scienze, intitolato "La migrazione dei Serbi e dei Montenegrini dal Kosovo: Risultati di un sondaggio condotto nel 1985-1986", evidenziò che più dei tre quarti delle emigrazioni erano provocate da fattori non economici, come pressione verbale, danni alle proprietà o sequestri, attacchi fisici, problemi al lavoro e disuguaglianze nel settore pubblico. Le studiose conclusero che l'emigrazione era causata per lo più dalle politiche discriminatorie della leadership albanese e dalle campagne di "omogenizzazione etnica" da parte dei nazionalisti-separatisti albanesi.
Tuttavia, nonostante occupassero la maggior parte dei ruoli più importanti in aziende ed istituzioni statali, i Serbi rimasti continuarono ad essere in conflitto con gli Albanesi, temendo l'"Albanizzazione" della regione. A Kosovo Polje, un sobborgo di Pristina a maggioranza serba, un gruppo di emarginati politici (guidati da Kosta Bulatović, Boško Budimirović e Miroslav Šolević) si riunì per discutere sulle possibili azioni da intraprendere per contrastare le ineguaglianze prima a livello locale e poi a livello provinciale. Nel 1985, il gruppo fu esteso a Zoran Grujić, un professore universitario, e Dušan Ristić, un ex ufficiale kosovaro, e cominciò ad esercitare una maggiore pressione sulle autorità centrali: nell'ottobre dello stesso anno, il gruppo di Kosovo Polje inviò una petizione agli ufficiali di Jugoslavia e Serbia dove denunciavano le discriminazioni contro i Kosovari serbi e la "pulizia etnica" da parte delle autorità kosovare, chiedevano la tutela dei loro diritti e un intervento da parte del governo federale e repubblicano. La petizione fu firmata da circa duemila persone e nell'aprile del 1986 il numero dei firmatari si moltiplicò.
Intanto, i Serbi del Kosovo iniziarono a scendere più volte in piazza a manifestare e numerosi attivisti misero sotto pressione la leadership federale per risolvere la questione etnica. Il gruppo di Kosovo Polje cercò di organizzare e unire i nuclei locali (e anche quelli al di fuori del Kosovo) per formare una forza politica più influente.
Nel gennaio del 1986, circa 200 intellettuali di Belgrado firmarono una petizione a sostegno dei Serbi kosovari e attirarono l'attenzione del governo federale sui problemi del Kosovo.
Durante la XIV Conferenza dei comunisti del Kosovo organizzata nell'aprile del 1986, Azem Vllasi, leader della Lega della Gioventù Comunista di Jugoslavia, fu nominato come capo provinciale del partito al posto di Kolë Shiroka, mentre Sinan Hasani divenne il presidente della Presidenza collettiva il mese successivo. Tali manovre politiche consentirono agli Albanesi di esercitare una maggiore autorità sulla loro provincia. Nello stesso periodo della conferenza, Kosta Bulatović, un Kosovaro serbo, venne arrestato dalla polizia perché fu trovato in possesso di una copia di una petizione per chiedere una modifica costituzionale dello status del Kosovo affinché si fermasse il terrorismo albanese contro i Serbi. Si scoprì in seguito che la polizia non era in grado di affermare sotto quale autorità fu condotto l'arresto, alimentando il sospetto di una manovra pianificata da Belgrado.

### Slobodan Milošević al potere della Serbia

Slobodan Milošević, presidente della Lega dei Comunisti di Serbia dal 1986 al 1989.

Il 15 luglio 1986, il nazionalista Slobodan Milošević divenne il leader della Lega dei comunisti serbi grazie all'appoggio del presidente serbo Ivan Stambolić e cercò di ridurre l'autonomia del Kosovo e della Voivodina.
Il 24 settembre 1986, le tensioni etniche si inasprirono con la pubblicazione del Memorandum SANU da parte dell'Accademia serba delle arti e delle scienze, nel quale si chiedeva la piena sovranità serba sull'intera repubblica e l'abolizione delle province autonome.
Il 24 aprile 1987, Milošević visitò Kosovo Polje in seguito ad un incidente provocato dalla falsa notizia dell'emigrazione di Zoran Grujić, professore universitario co-fondatore del gruppo. Le autorità kosovare interrogarono Grujić per le sue presunte affiliazioni con il Kosovo Polje e il professore sfruttò la situazione per denunciare la discriminazione degli studenti e dei docenti di etnia serba all'Università di Pristina.
Per l'incontro, la polizia aveva stilato una propria lista di 300 persone autorizzate a partecipare e ciò causò degli scontri con i manifestanti kosovari serbi al di fuori del Palazzo della cultura dove era situato Milošević. La situazione degenerò in violente repressioni e fu chiesto l'intervento dello stesso leader serbo che dialogò con i manifestanti e disapprovò l'uso della forza da parte dei poliziotti. Durante l'incontro, Milošević si riferì alla situazione del Kosovo come un altro esodo della nazione europea dal Kosovo sin dai tempi del medioevo.
Durante lo stesso periodo, l'ex leader kosovaro Fadil Hoxha fu vittima di attacchi da parte dei media statali che lo accusavano di aver appoggiato lo sviluppo dei movimenti nazionalisti e irredentisti nel Kosovo.
Nel dicembre del 1987, Milošević collaborava ancora con Vllasi ad un piano per ridurre le tensioni in Kosovo, ma ben presto il leader serbo annullò l'autonomia della Vojvodina nel 1988 ed iniziò a prendere il controllo della provincia kosovara.
Dopo alcune riunioni dall'esito infruttuoso, i Kosovari serbi divennero scettici nei confronti di Milošević che prometteva un cambiamento della costituzione. Nel maggio del 1988, prima di una conferenza federale del partito, i manifestanti presentarono una nuova petizione firmata da quasi 50 600 persone affinché gli organi federali assumessero il controllo diretto sulle province e garantissero la sicurezza per i Serbi. Intanto, le proteste continuarono ad aumentare.

### Crisi politica
Nel novembre del 1988, 3 000 minatori della Trepča di Titova Mitrovica marciarono pacificamente verso Pristina e, assieme ad altre 300 000 persone, chiesero il mantenimento del Kosovo come provincia autonoma.
Tra il 1988 e il 1989, le autorità serbe attuarono una serie di manovre all'interno della "rivoluzione antiburocratica", che portarono alla nomina di nuovi ufficiali fedeli a Milošević e favorevoli alla revoca dell'autonomia kosovara. Nel febbraio del 1989 più di mille minatori scioperarono nelle miniere di Stan Tërg e 215 intellettuali albanesi scrissero al parlamento serbo una lettera nella quale si opponevano alla modifica della costituzione. Molti tra questi dissidenti furono licenziati o arrestati.
Il 23 marzo 1989, il Parlamento kosovaro approvò, sotto pressione serba e in maniera formale, la revoca dell'autonomia e gli Albanesi scesero nelle piazze di numerose città del Kosovo a protestare contro tale provvedimento, venendo repressi brutalmente dalla polizia serba, nel giorno della conferma da parte del Parlamento serbo. Durante le manifestazioni, morirono sette dimostranti e due poliziotti tra Pristina e Podjuevo mentre i cittadini cercavano di assaltare i consigli locali.
Il 28 giugno 1989, Milošević partecipò ad una celebrazione di massa per il 600º anniversario della battaglia della Piana dei Merli (1389) e pronunciò un discorso davanti al monumento di Gazimestan. Intriso di nazionalismo serbo, il discorso fu accolto in modo entusiasta dalla folla presente ma accentuò le tensioni etniche con i kosovari albanesi, poiché si accennava ad una lotta armata contro coloro che avevano oppresso e umiliato il popolo serbo.

### Verso la dissoluzione della Jugoslavia

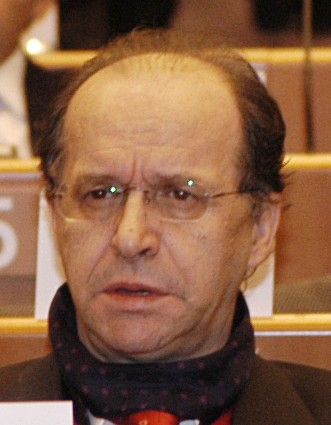
Ibrahim Rugova nel 2004.

Nel marzo del 1989, la leadership serba compì una serie di arresti contro coloro che si erano schierati a favore dell'insurrezione in Kosovo, e nella provincia autonoma furono annunciati scioperi di massa.
Nel dicembre del 1989 fu fondata la Lega Democratica del Kosovo (in albanese Lidhja Demokratike e Kosovës, LDK) e lo scrittore Ibrahim Rugova fu scelto come suo presidente per via della sua formazione in occidente.
L'LDK auspicava ad una resistenza pacifica contro il governo serbo e alla caduta del regime comunista come stava avvenendo in molti paesi del blocco orientale. Il partito riuscì ad ottenere subito un grande consenso tra l'etnia albanese ed ebbe un ruolo chiave nella crisi kosovara.
Nell'estate del 1990, 118 deputati albanesi dell'Assemblea regionale approvarono una dichiarazione costituzionale che proclamava la piena sovranità del Kosovo e, in risposta, il Parlamento serbo sospese il governo e l'assemblea regionale kosovari.
Il 28 settembre 1990, lo status della regione tornò ad essere quello precedente al 1968, divenendo quindi la Provincia Autonoma di Kosovo e Metochia, dopo l'adozione della nuova costituzione della Repubblica di Serbia. Il 12 ottobre, fu sciolta la Lega dei Comunisti del Kosovo dopo molti mesi dallo scioglimento della Lega dei Comunisti di Jugoslavia.
Nel 1991, la Slovenia e la Croazia dichiararono la propria indipendenza, seguite da Bosnia ed Erzegovina e Macedonia, e la Repubblica Federale Socialista di Jugoslavia cessò di esistere nel 1992. Al suo posto, fu istituita la Repubblica Federale di Jugoslavia con Milošević come presidente e il Kosovo come provincia.

## Società

### Evoluzione demografica

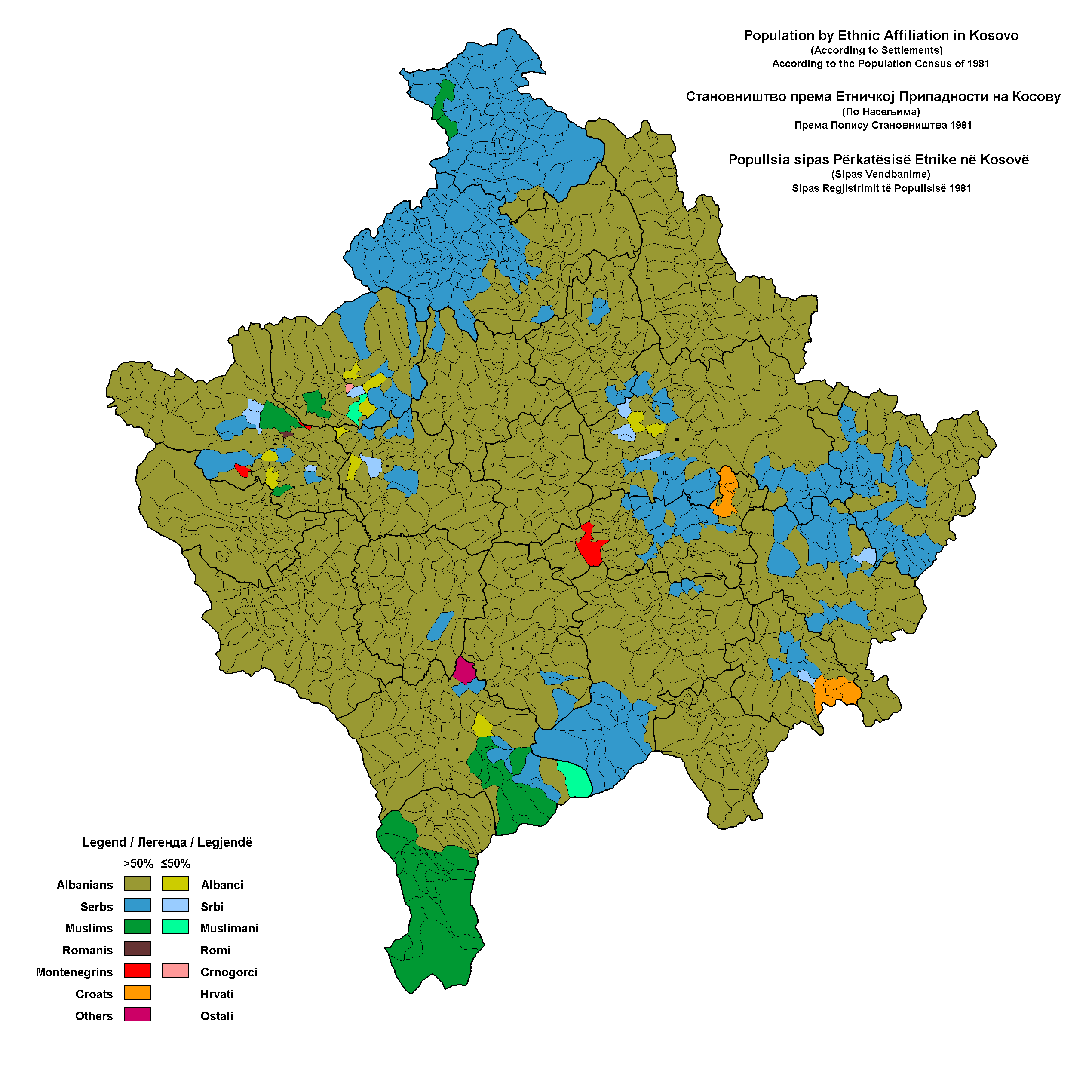
Suddivisione etnica del Kosovo in base al censimento del 1981.

In base al censimento del 1981, il Kosovo era abitato da 1 584 441 persone di cui la maggior parte era di etnia albanese:
| Gruppi          | Abitanti  | Percentuale |
| --------------- | --------- | ----------- |
| Albanesi        | 1 226 736 | 77,4%       |
| Serbi           | 236 526   | 14,93%      |
| Islamici        | 58 562    | 3,7%        |
| Rom             | 34 126    | 2,2%        |
| Turchi          | 12 513    | 0,8%        |
| Croati          | 8 717     | 0,6%        |
| Altri jugoslavi | 2 676     | 0,2%        |
| Altre minoranze | 4 584     | 0,2%        |

## Politica
L'unico partito politico legale nella provincia era la Lega dei Comunisti del Kosovo, una divisione locale della Lega dei Comunisti di Serbia e a sua volta parte della Lega dei Comunisti di Jugoslavia.

### Capi del governo
Presidente del Consiglio esecutivo del Comitato del Popolo della Provincia Socialista Autonoma del Kosovo
- Fadil Hoxha, 1945–1953

Presidenti del Consiglio esecutivo della Provincia Socialista Autonoma del Kosovo:
- Fadil Hoxha, 1953–1963
- Ali Shukri, 1963 – maggio 1967
- Ilija Vakić, maggio 1967 – maggio 1974
- Bogoljub Nedeljković, maggio 1974 – maggio 1978
- Bahri Oruçi, maggio 1978 – maggio 1980
- Riza Sapunxhiu, maggio 1980 – maggio 1982
- Imer Pula, maggio 1982 – 5 maggio 1984
- Ljubomir Neđo Borković, 5 maggio 1984 – maggio 1986
- Namzi Mustafa, maggio 1986 – 1987
- Kaqusha Jashari, 1987 – maggio 1989
- Nikolla Shkreli, maggio 1989 – 1989
- Daut Jashanica, 1989
- Jusuf Zejnullahu, 4 dicembre 1989 – 5 luglio 1990

### Presidenti
Presidente del Comitato popolare di liberazione della Provincia Socialista Autonoma del Kosovo:
- Mehmed Hoxha, 1 gennaio 1944 – 11 luglio 1945

Presidenti dell'Assemblea della Provincia Socialista Autonoma del Kosovo:
- Fadil Hoxha, 11 luglio 1945 – 20 febbraio 1953; 24 giugno 1967 – 7 maggio 1969
- Ismet Saqiri, 20 febbraio 1953 – 12 dicembre 1953
- Đorđije Pajković, 12 dicembre 1953 – 5 maggio 1956
- Pavle Jovićević, 5 maggio 1956 – 4 aprile 1960
- Dusan Mugoša, 4 aprile 1960 – 18 giugno 1963
- Stanoje Akšić, 18 giugno 1963 – 24 giugno 1967
- Ilaz Kurteshi, 7 maggio 1969 – maggio 1974

Presidenti della Presidenza della Provincia Socialista Autonoma del Kosovo:
- Xhavit Nimani, marzo 1974 – 1981
- Ali Shukriu, agosto 1981 – 1982
- Kolë Shiroka, 1982 – maggio 1983
- Shefqet Nebih Gashi, maggio 1983 – maggio 1985
- Branislav Skembarević, maggio 1985 – maggio 1986
- Bajram Selani, maggio 1986 – maggio 1988
- Remzi Kolgeci, maggio 1988 – 5 aprile 1989
- Hysen Kajdomçaj, 27 giugno 1989 – 11 aprile 1990